# Protodrilus affinis
Protodrilus affinis är en ringmaskart som beskrevs av Jouin in Cabioch, L'Hardy och Rullier 1968. Protodrilus affinis ingår i släktet Protodrilus och familjen Protodrilidae. Arten är reproducerande i Sverige. Inga underarter finns listade i Catalogue of Life.